# حسنية جبارة
حسنية جبّارة، (بالعبرية: חוסנייה ג'בארה)، ولدت في 11 أبريل 1958، في مدينة الطيبة، هي سياسية عربية ومواطنة اسرائيلية، عضو كنيست سابقًا عن حزب ميرتس (1999-2003)، وهي أول امرأة من عرب 48 تنتخب في الكنيست الإسرائيلية. 

## السيرة الذاتية
ولدت جبارة في مدينة الطيبة لأسرة مسلمة كبيرة. انهت دراستها في مجال العلاج الطبيعي في معهد فينغيت، ثم درست الإدارة والاقتصاد في جامعة بار ايلان.
انتخبت بين السنوات (1990–1994) لرئاسة مجلس المنظمة النقابية النسائية «نعمات» في الطيبة، بدأت بالنشاط في حزب ميرتس اليساري في العام 1992، ابان تشكل الحزب وبدء عملية السلام. قبل انتخابها للكنيست شغلت منصب مديرة قسم النساء والمجتمع في المعهد العربي اليهودي بيت بيرل، بين عام 1997 وحتى مطلع عام 1999عملت رئيسة لقسم الشرق الأوسط في المعهد الدولي في «بيت بيرل»، تم انتخابها عام 1999 للكنيست الخامسة عشرة، وكان ترتيبها العاشر في القائمة. اشغلت المنصب لولاية واحدة حتى 2003. ضمن فترتها النيابية ترأست لجنة ثانوية لمكانة المرأة العربية، وكانت عضو في لجنة تعيين القضاة الشرعيين. 